# Casa da Oliveirinha
A Casa de Oliveirinha é um conjunto residencial composto por casa, capela, lagar e jardim e tulha no lugar de Oliveirinha, na freguesia de Oliveira do Conde, no município de Carregal do Sal, Distrito do Porto, em Portugal.
A fachada da capela abre-se para o terreiro da casa, com a qual desenha um U, sendo de acesso público, como aliás era obrigatório. De linhas depuradas, é marcada pelo portal principal de verga recta, com cornija saliente, e pela abertura da janela superior, e verga contracurvada, tal como o remate do alçado. No interior, ganha especial interesse o retábulo-mor, de talha dourada e policromada.
A Casa da Oliveirinha teve ao longo dos séculos várias obras, responsáveis pela configuração que hoje tem. A primeira grande intervenção foi feita por António Soares de Andrade, quando tomou posse da propriedade, como se depreende do citado testamento de Cristóvão Soares de Albergaria, ampliando o imóvel com a construção do corpo sul e da escadaria nobre e alpendre, este suportado por duas colunas também de cantaria (Processo de Classificação, IPPAR/DRC). No corpo mais recuado, um outro balcão assente sobre colunas, faz a ligação da zona residencial com a capela. No interior da casa assinalam-se os tectos de masseira, a cozinha velha com a lareira e um fontanário de granito.
O conjunto aruitetónico encontra-se classificado como Imóvel de Interesse Público desde 1997.

## História
Pertenceu a Cristóvão Soares de Albergaria (5 de setembro de 1643 — 27 de novembro de 1716), 3º morgado de Tonda e 1º morgado de Nª Sª da Conceição de Oliveira do Conde, fidalgo da Casa Real e capitão e depois sargento-mor da Ordenança de Oliveira do Conde, que a deixou em testamento a seu neto António Soares de Andrade e Albergaria (1699 – 23 de novembro de 1751), com a obrigação de a restaurar e instituir em morgadio, o que ele fez em 1717.
Tendo falecido solteiro, António Soares de Andrade e Albergaria deixou a casa e morgadio de Oliveirinha a sua única sobrinha, D. Rosa Maria Soares de Andrade e Albergaria (2 de outubro de 1720 - 20 de dezembro de 1799), que casou a 1 de agosto de 1752 com seu primo José António de Soveral Tavares (3 de dezembro de 1728 – 9 de setembro de 1804), capitão da Ordenança de Oliveira do Conde (23 de março de 1767), que como administrador do morgadio de Oliveirinha, bem assim como do morgadio da Tapada da Ulva, pediu e obteve a extinção dos vínculos em 1778 e 1774, respectivamente. O Capitão José António de Soveral Tavares era filho do Dr. Manuel de Soveral Tavares, senhor da Casa da Torre, em Oliveira do Conde.
António Soares de Andrade e Albergaria era filho de Pedro Soares de Albergaria Freire, sendo este filho natural do antedito Cristóvão Soares de Albergaria (que faleceu solteiro), o qual baptizou este seu filho Pedro a 15 de Outubro de 1675, em Oliveira do Conde, ocultando a identidade da mãe, apenas referiu como Isabel, solteira, sem mais indicativos. A mulher de Pedro Soares de Albergaria Freire e mãe de António Soares de Andrade, Maria Domingas de Andrade, que faleceu viúva a 6 de Janeiro de 1716, era filha de Manuel Gomes de Andrade, morgado da Tapada da Ulva, em Oliveirinha, referido no seu óbito, a 6 de Abril de 1725, como o morgado de Oliveirinha, em quem seu tio o Padre Dr. João Gomes de Andrade instituíra este vínculo, com obrigação de três missas anuais. A Manuel Gomes de Andrade sucedeu no vínculo seu neto materno o Padre Dr. Cristóvão Tavares de Andrade, que foi advogado nos auditórios eclesiásticos de Oliveira do Conde (20 de Agosto de 1720) e depois abade de Louredo, vivendo na Casa de Oliveirinha com seu primo-direito António Soares de Andrade. E foi este Padre Dr. Cristóvão Tavares de Andrade que em 1759, já António Soares de Andrade tinha morrido há 8 anos, obteve licença para levantar a actual capela, reformando a anterior capela anexa à Casa de Oliveirinha, alegadamente pequena e em ruínas, mas que seria mais pequena do que estaria em ruínas, pois foi certamente mandada erguer em 1717 por António Soares de Andrade.
Nas "Memórias Paroquiais de 1758" a Casa de Oliveirinha é referida como "casa rica e muito virtuosa e de grande caridade para os pobres", embora o vigário que as escreveu apenas refira como aí vivendo o antedito Dr. Cristóvão Tavares de Andrade, assinalado como famoso jurisconsulto e abade resignatário de Louredo, e claramente o seu mais ilustre morador, sobretudo na perspectiva do vigário. Mas a herdeira da casa e morgadio de Oliveirinha tinha sido a única sobrinha de António Soares de Andrade, casada em 1752, cerca de um ano depois de o tio (materno) ter falecido, sendo já órfã de mãe. É portanto certo que o abade Cristóvão Tavares de Andrade, então já de avançada idade, continuou a viver na Casa de Oliveirinha, deixando sucessora do seu morgado da Tapada da Ulva justamente esta sua prima.
A Casa de Oliveirinha reuniu, com estas e outras heranças, um vasto conjunto de propriedades, em que se incluia nomeadamente a quinta de Vale da Cadela, sendo uma importante casa agrícola da região, como comprovam os seus lagar e tulha. Com a referida extinção dos vínculos, em 1774 e 1778, foi possível dividir as propriedades de forma mais conveniente entre o único filho, o Capitão José António de Soveral Tavares Soares de Albergaria, que casou em Cabanas e aí viveu na Casa da Pateira, que teve por sua mulher, herdando dos pais sobretudo propriedades agrícolas; e a filha, D. Tereza Maria de Soveral Tavares, que herdou a casa e quinta de Oliveirinha, tendo casado com António Tavares de Mendonça, tabelião e escrivão do público, judicial e notas, sisas e órfãos de Oliveira do Conde. Já na década de 1950, na extremidade sul da casa, junto a um jardim repleto de árvores várias vezes centenárias, foi substituído um antigo alpendre em madeira, já muito arruinado, por outro em granito, suportado por cinco colunas.
A Casa de Oliveirinha permaneceu na descendência deste último casal, sendo hoje dos herdeiros do Eng. Luís de Soveral. Foi classificada como espaço cultural de interesse histórico e arquitectónico por resolução do Conselho de Ministros n.° 22/94, de 13 de Abril de 1994.